# Cryptogramma
Cryptogramma,  rod papratnjača u porodici bujadovki. Pripada mu osam priznatih vrsta, jedna u Europi, jedna u Južnoj Americi, ostale u Aziji i Sjevernoj Americi

## Vrste
1. Cryptogramma acrostichoides R. Br. apud Richards.
2. Cryptogramma brunoniana Wall.
3. Cryptogramma cascadensis E. R. Alverson
4. Cryptogramma crispa (L.) R. Br. ex Hook.
5. Cryptogramma fumariifolia (Phil. ex Baker) Christ
6. Cryptogramma gorovoii Vaganov & Shmakov
7. Cryptogramma sitchensis (Rupr.) T. Moore
8. Cryptogramma stelleri (S. G. Gmel.) Prantl

## Sinonimi
- Homopteris Rupr.
- Phorolobus Desv.